# Volker Altwasser
Volker Harry Altwasser (* 31. Dezember 1969 in Greifswald) ist ein deutscher Schriftsteller.

## Leben
Ehe Volker Altwasser sich der Literatur widmete, arbeitete er als Elektronikfacharbeiter, Heizer, Matrose, Montagearbeiter und Bürokaufmann. Von 1998 bis 2001 studierte er am Deutschen Literaturinstitut zu Leipzig und war im letzten Jahr Meisterschüler des Dramatikers und Autors Thomas Hürlimann. Sein Studium absolvierte er im Hauptfach Lyrik mit einer Untersuchung der Werke von Arthur Rimbaud und Sergej Jessenin sowie mit dem Lyrikmanuskript Saudade. Seine ersten Veröffentlichungen waren 1994 Einige Gedichte und Fragte meine Diotima mich, 1995 Auf der Veranda. Kein Roman. und im Jahr darauf der Krimi Irrtum, Herr Minister der Reihe Blaulicht.
Nach 2001 schlossen sich Stipendienaufenthalte durch die Lydia-Eymann-Stiftung in Langenthal (Schweiz), Klagenfurter Literaturkurs (Österreich), Aufenthaltsstipendium in Visby / Gotland (Schweden), sowie in Deutschland im Künstlerhaus Lukas, Künstlerdorf Schöppingen, Kloster Cismar, Ostseevilla Artique an. Altwasser war Teilnehmer des 1. Deutsch-polnischen Dichtertreffens in Krakau und des Treffens des hochbegabten, schriftstellerischen Nachwuchses der Arno-Schmidt-Stiftung in Rendsburg.
Sein Stück Vierzig Grad, pflegeleicht kam im Theater am Volkspark in Halle an der Saale nach seinem Studium zur Uraufführung.
Bekannt wurde Altwasser im Jahr 2001 durch seinen Roman Wie ich vom Ausschneiden loskam. Er veröffentlichte im Gewandhausmagazin und lieferte Beiträge für die Literaturzeitschrift Risse. Altwasser betreute die Reihe Nordwärts – Lyrik für alle des Literaturhauses Rostock und lieferte Beiträge zu den zeitgenössischen Anthologien Vom Fisch bespuckt (Kiepenheuer & Witsch, 2002), Das Meer-Prinzip (Knaur, 2002), Der wilde Osten (S. Fischer, 2002) und Doppelpass (kookbooks, 2005).
Im Verlag Matthes & Seitz Berlin wurde 2009 der historische Roman Letzte Haut als erster Teil einer Trilogie veröffentlicht. Der zweite Teil erschien 2010 unter dem Titel Letztes Schweigen, der dritte Teil, Letzte Fischer, im Jahr 2011. Zudem veröffentlicht Altwasser seit 2011 unter dem Pseudonym Richard R. Roesch Kriminalromane.
2009 war Volker Altwasser für den Alfred-Döblin-Preis und 2010 für den Ingeborg-Bachmann-Preis nominiert. Am 17. August 2011 wurde bekannt gegeben, dass Letzte Fischer für die Longlist des Deutschen Buchpreises nominiert wurde. 2011 erhielt er den Italo-Svevo-Preis.
Altwasser lebt in der Hansestadt Rostock. Im Dezember 2011 wurde er zum ordentlichen Mitglied der Freien Akademie der Künste in Hamburg ernannt. Im Mai 2012 ist Altwasser der erste Stadtschreiber der UNESCO-Literaturstadt Reykjavík (Goethe-Institut Kopenhagen). Ende 2012 war er Stipendiat des Prager Literaturhaus deutschsprachiger Autoren.
Im Jahr 2013 war der Schriftsteller Gast der Deutschen Akademie Rom Casa Baldi in Olevano Romano, des Stuttgarter Schriftstellerhauses und der Villa Aurora in Los Angeles. 2014 erschien sein Roman Glückliches Sterben, in dem er ein Romanfragment von Bruno Frank aus dem Jahr 1945 über den Tod des französischen Schriftstellers Nicolas Chamfort verarbeitet und zu einem Ende bringt.
Im Frühjahr 2015 arbeitete Altwasser als Sinecure Stipendiat in Landsdorf. Im Juni 2015 wurde er der 23. Burgschreiber zu Beeskow der Burg Beeskow in Brandenburg.
Sein 2015 erschienener metafiktionaler Kriminalroman Rostock, letzte Runde ist als hypertextuelle Metalepse angelegt: Ein Schriftsteller namens Volker H. Altwasser berichtet als Erzählerfigur vom Mord an seinem Kollegen Richard R. Roesch. Ermittelt wird von zwei Kommissaren, die aus Kriminalromanen stammen, die (der faktische Autor) Volker H. Altwasser 2011 und 2013 unter dem Pseudonym Richard R. Roesch veröffentlicht hat.

## Werke
- 1994 Einige Gedichte und Fragte meine Diotima mich. Gedichte. In: Blätter Heller Hoffnung, Nr. 8. Berlin: Wasserturm Verlag.
- 1995 Auf der Veranda. Kein Roman. Kückenshagen: Scheunen-Verlag, ISBN 3-929370-33-6.
- 1996 Irrtum, Herr Minister der Reihe 'Blaulicht'.
- 2001 Vierzig Grad, pflegeleicht. Theaterstück. Uraufführung im Theater am Volkspark in Halle an der Saale.
- 2003 Wie ich vom Ausschneiden loskam. Roman. Köln: Kiepenheuer & Witsch, ISBN 3-462-03230-5.
- 2009 Letzte Haut. Roman. Berlin: Matthes & Seitz, ISBN 978-3-88221-744-5.
- 2010 Letztes Schweigen. Roman. Berlin: Matthes & Seitz, ISBN 978-3-88221-681-3.
- 2011 Letzte Fischer. Roman. Berlin: Matthes & Seitz, ISBN 978-3-88221-554-0.
- 2012 Ich, dann eine Weile nichts. Theaterroman. Berlin: Matthes & Seitz, ISBN 978-3-88221-987-6.
- 2014 Glückliches Sterben. Volker Harry Altwassers Roman über Bruno Franks Bericht, in dem Chamfort seinen Tod erzählt. Roman. Berlin: Matthes & Seitz, ISBN 978-3-88221-197-9.
- 2015 Rostock, letzte Runde. Roman. Rostock: Hinstorff Verlag, ISBN 978-3-356-01993-3.
- 2017 Vor dem Erfolg. Erzählungen. Berlin: Matthes & Seitz, ISBN 978-3-95757-405-3.

Unter dem Pseudonym Richard R. Roesch:
- 2011 French 75: Ein Rostock-Krimi. Erfurt: Sutton, ISBN 978-3-86680-868-3.
- 2013 Pink-Clover-Club: Ein Mecklenburg-Krimi. Erfurt: Sutton, ISBN 978-3-95400-160-6.

## Preise und Auszeichnungen
- 2003 Lydia-Eymann-Stipendium
- 2011 Italo-Svevo-Preis
- 2012 Stipendium des Prager Literaturhauses deutscher Autoren
- 2013 Aufenthalte in der Casa Baldi (Olevano Romano) und der Villa Aurora (Los Angeles)
- 2015 Sinecure Aufenthaltsstipendium sowie Burgschreiberstipendium Beeskow